# Paul Almásy
Paul Almásy, né Pál Almásy le 29 mai 1906 à Budapest et mort le 23 septembre 2003  à Jouars-Pontchartrain est un photographe français d'origine hongroise.

## Biographie
Paul Almásy (ou Paul Gross Almasy) est issue de l'aristocratie hongroise par sa mère. Il quitte Budapest pour ses études.
Paul Almásy poursuit des études universitaires en sciences politiques en Allemagne , à Munich, et en Autriche, à Vienne, entre 1924 et 1927. Il se prépare à une carrière diplomatique mais se sent attiré par le journalisme et accepte une première mission de correspondant en 1925 au Maroc pendant la révolte d'Abd el-Krim.
Il réalise ses premiers essais photographiques en 1935, dans le but de pouvoir illustrer ses articles. Il voyage en Amérique latine pour l'éditeur suisse Ringler & Cie. Il est resté depuis collaborateur permanent des revues publiées par cet éditeur. 
Il photographie les sportifs allemands lors de leurs entraînements pour les Jeux Olympiques de Berlin de 1936.  
Après d'autres voyages en Amérique latine, il s'établit définitivement en France en 1938.
Pendant la Seconde Guerre mondiale, limité dans ses activités, il travaille comme correspondant de la presse suisse en France. Il rédige plusieurs ouvrages philatéliques. Jusqu'en 1949, il continue son travail de correspondant de presse de journaux étrangers, accrédité auprès du gouvernement français.
En 1956, il est l'un des membres fondateurs des Gens d'images, créé par Albert Plécy.
En 1958 et 1959, il voyage en Afrique et Asie. Il réalise un reportage, Sur les traces de Stanley, publié dans de nombreux pays. Dans les années 1960, il produit des reportages importants : document photographie pour les services d'information du gouvernement américain ; archives photographiques du Togo sur commande du gouvernement togolais ; mission dans les régions polaires pour le compte de l'OMS ; reportages de l'Alaska jusqu'au Cap Horn ; chargé par le Bureau international du Travail, reportages en Extrême-Orient, etc.
Paul Almásy obtient la nationalité française en 1956.
Au début des années 1960, il fournit un grand nombre de photos à l'UNESCO, de cette collection 408 sont actuellement numérisées et visibles sur le site des archives de l'UNESCO.
En 1963, l'Argentine émet un timbre-poste pour la lutte contre la faim représentant l'une de ses photographies.
En 1965, il publie Le monde a soif, un reportage sur le manque d’eau dans le monde.
En 1995, Paul Almásy vend ses photographies couleurs à Corbis, la banque d’images fondée par Bill Gates. Le fonds noir et blanc, riche de 120 000 négatifs, est acheté par l’Archiv für Kunst und Geschichte (AKG), à Berlin.
À la fin de sa vie, il avait visité l'ensemble des pays du monde à l'exception de la Mongolie. 
Il meurt à Paris en 2003, âgé de 97 ans. Paul Almásy avait été nommé « Maître de la Photographie » par le Conseil Européen des Photographes Professionnels. Son fonds d’archives photographiques est conservé par l’agence AKG en Allemagne.

## Collections
- Reims, musée des Beaux-Arts (fonds Léonard Foujita).
- Toulon, Musée d'art.

## Expositions
premières personnelles
- 1964, La Condition humaine, grande rétrospective personnelle au Musée du Havre
- 1965, La Coopération internationale, Genève
- 1978, Le photojournalisme et l'illustration photographique, Rencontres d'Arles

personnelles récentes
- 2008, Musée de la photographie, Görlitz, Allemagne
- 2007,
  - Les Vingt Glorieuses, Chambre avec vues, Paris
  - Georg-Meistermann-Museum, Willich, Allemagne
- 2006,
  - Deux expositions à Wiesbaden, Allemagne
  - Stiftung Opelvillen, Rüsselsheim, Allemagne
- 2004, Kunstverein für den Rhein-Sieg-Kreis, Siegburg, Allemagne
- 2003, 
  - Deutsche Börse Group, Francfort-sur-le-Main
  - Willy-Brandt-Haus, Berlin

Expositions collectives
- 2004, 
  - Forum international de la photographie, Francfort-sur-le-Main
  - Rüsselsheim

## Publications
Paul Almasy a publié ses reportages photographiques dans plusieurs centaines de revues et dans des dizaines de pays. Il a participé à l'illustration de plus de 400 livres.
Les timbres-poste de Monaco. La série Charles III par Paul G. Almasy Editions Paris-Méditerranée 1945
- (de) (en) Paul Almasy, Paul Almasy : das Frühwerk = Paul Almasy : early work, Heidelberg Germany, Edition Braus, 2005 (ISBN 9783899041743)
- (en) Bernard Chambaz, Les vingt glorieuses : [la vie quotidienne en France, 1950-1970], Paris, Seuil, 2007, 255 p. (ISBN 978-2-02-089265-0)